# Athena: Goddess of War
Pour les articles homonymes, voir Athena (homonymie).
Athena : Jeonjaeng-ui Yeoshin (coréen : 아테나 : 전쟁의 여신, titre international : Athena: Goddess of War) est une série télévisée sud-coréenne de 20 épisodes de 60 minutes, créée par Kim Hyun-jun et Yoo Nam-kyung, et diffusée entre le 13 décembre 2010 et le 21 février 2011 sur SBS. Elle est dérivée de la série Iris et a coûté 20 milliards de won comme celle-ci, faisant de ces deux séries, les plus chères produites en Corée du Sud.

## Distribution
- Woo-sung Jung : Lee Jung-Woo
- Soo Ae : Yoon Hye-In
- Son-Hyeok
- Kim Min Jong : Kim Ki-Soo
- Choi Si Won : Kim Joon Ho
- Dong-geun Yun : Directeur Kwon Yong-Kwan
- Yeong-ae Kim : Choi Jin-Hee
- Ji-ah Lee : Han Jae-Hee
- Jeong-kil Lee : Président Jo Myeong-Ho
- Byeong-man Kim
- Dam Ryu : Employé au parc d'attractions
- Yoon-Ah Oh : Oh Sook-Kyung
- Sean Richard : Andy
- Han-wie Lee : Park Sung Chul
- Sung Hoon Chul : Agent Black
- Ho-bin Jeong : Directeur adjoint Kang Chul Hwan
- Seung-woo Kim : Park Cheol-Yeong
- Gook-hwan Jeon : Han Jung Pil
- Yong-soo Park : Hwang Ho Young
- Ji-hoon Son : Hong Jin Seok
- Sunghoon Choo : Agent Black
- Min-ji Lee : Jessica
- Cheol-min Park : Jang Ki Suk
- Jin-geun Kim : Park Seok Ho
- Sung-kyu Im : Agent d'Athéna
- Seong-Woong Park : Jin Young
- Bo-young Lee : Jo Soo-Young
- Chan-Woo Jung : Agent d'Athéna Chul-Gyu
- Chang-suk Oh : Lee Dong Hun
- Han-wi Lee : Park Sung Chul
- Ricky Lee Neely : Viktor Sevcenkov
- Yong-gi Park : Yoo Kang-Ho
- BoA : Elle-même
- Gun-Woo Choi : Agent spécial B2
- Tae-hee Heo : Manager de BoA
- Jung Hwan : Seo Min Hyuk
- Ah-young Kim : Agent spécial B4
- Kim So Yeon : Kim Seon Hwa
- Jae-yong Lee : Capitaine Kim Oh Gun